# Арба

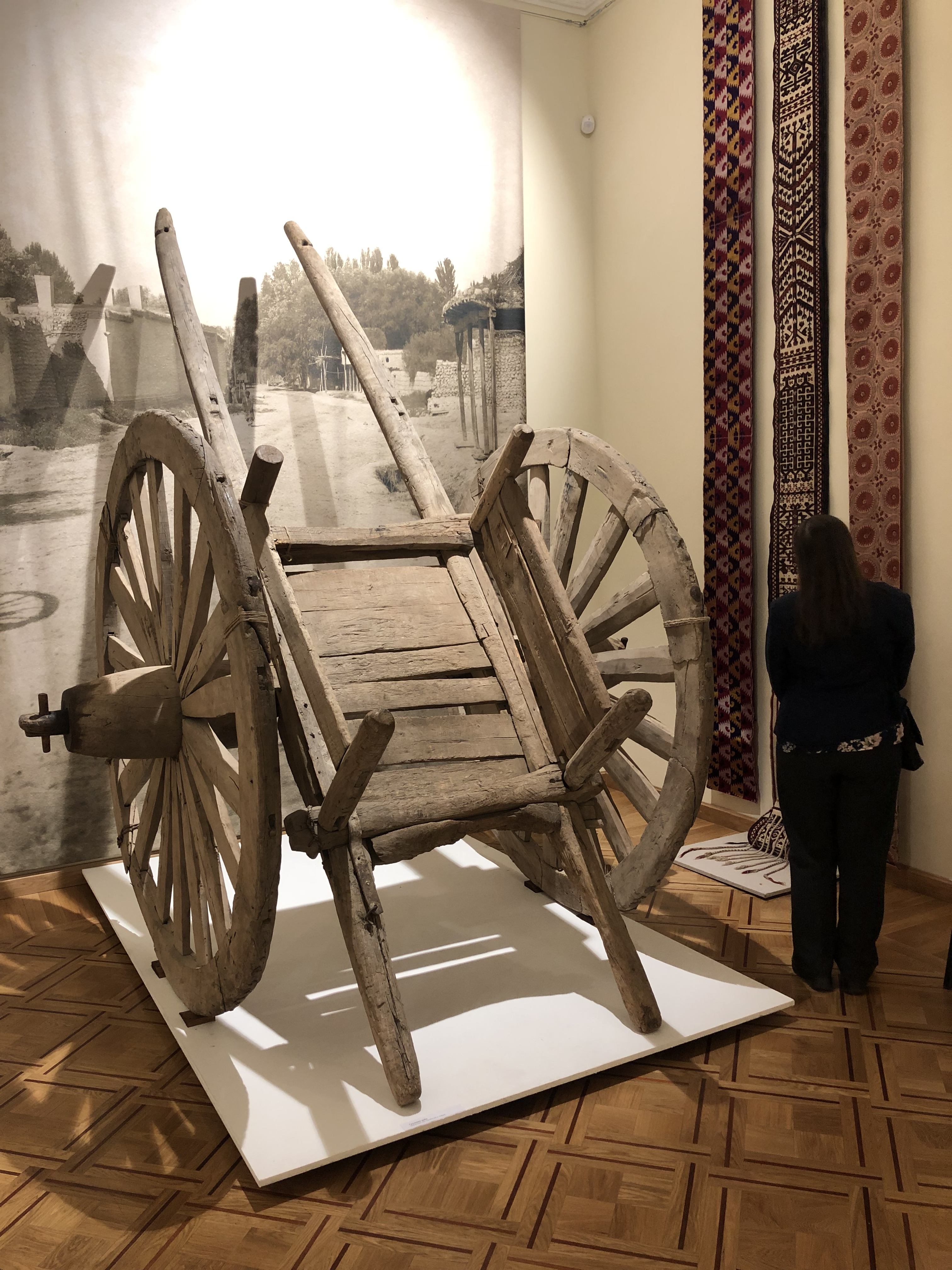
Арба, экспонат Российского этнографического музея

Арба́ (от перс. ارابه‎ [arābe] = тадж. ароба, посредством тюрк. араба, каз. арба; узб. arava), араба — высокая двухколёсная телега (повозка), распространённая у тюркских народов. В южных губерниях дореволюционной России и на Кавказе это название (равно как и гарба) применялось к длинной четырёхколёсной телеге с железными осями.
Возницу, управляющего арбой, называют арбакешем (от тадж. аробакаш).

## История

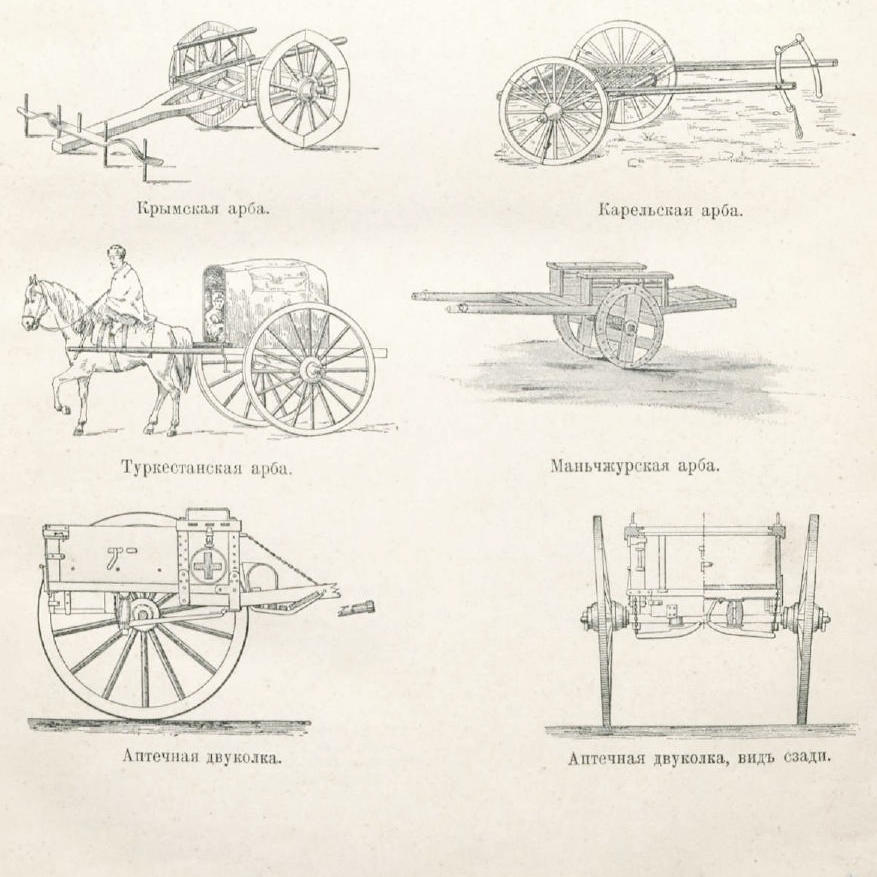
Виды арбы, иллюстрация к статье «Арба» из «Военной энциклопедии Сытина» (1911 г.)

В арбу впрягались лошади, волы, буйволы и верблюды. Арба получила распространение в Крыму, Восточной Сибири, Центральной Азии (в частности, в Туркестане и на территории Бухарского ханства), а также в Китае.
В Европе двухколёсные повозки практически отсутствовали. Однако, в качестве исключения, во Франции начала XVIII века бытовала арба, состоявшая из двух дрожин, укрепленных на деревянной оси, поверх которых устанавливался решётчатый кузов. 
Распространённая в южных губерниях России длинная четырёхколёсная гарба была весьма удобна для перевозки тяжестей, в особенности для уборки хлеба. Хорошая гарба в те годы стоила около ста рублей.

Во времена русско-японской войны 1904—1905 годов многие войсковые части, управления и учреждения русской армии (в особенности, действующая армия) использовали арбы китайского типа (см. ниже) в качестве обозов.
На Кавказе арба продолжала использоваться ещё в начале XX века. В кавказской арбе (см. ниже) использовались колёса без спиц, причём колёса вращались вместе с осью. Такая удивительная конструкция повторяла азиатские колесницы и повозки 2 тысячелетия до нашей эры. Арба полностью изготавливалась из деревянных деталей, буквально без единого гвоздя, а также других железных деталей. Для этого в детали из сырой древесины вставляли детали, изготовленные из сухой; первые со временем высыхали и сжимались, благодаря чему крепление деталей арбы было прочным. Срок эксплуатации деревянных колёс арбы составлял примерно 10 лет, с появлением колёс с железным ободом в конце XIX-начале XX века срок использования колёс вырос. В Грузии двухколёсная арба (груз. ურემი (уреми)) была основным видом колёсного транспорта, была распространена по всей равнине и частично в горных районах. Существовало множество вариантов грузинской арбы. В Восточной Грузии бытовала равнинная (она же малая) арба с короткими спицами и арба для перевозки снопов сена (садзне уреми). В Джавахетии бытовали такие разновидности арбы, как однояремная арба (цалугела арба, гердзкала), в которую запрягали одного быка или буйвола и арба для скирд сена (бджис уреми). Равнинная арба была распространена преимущественно на Востоке Грузии, и использовалась для транспортировки брёвен. Конструктивно она состояла из собранных в треугольник оглобель, свободно прикреплённых к паре колес на оси. . Кроме того, в Грузии был известен и транспорт смешанного типа, совмещавший конструкцию арбы и саней; таким, к примеру, была использовавшаяся в горных районах Западной Грузии (Имерети, Рача, горная Мегрелия) т. н. имеретинская арба (имерули уреби, ачача уреми). Этот вид транспорта изображён на одной фресок монастыря Вардзиа (XII—XIII вв.) и играет огромную роль в грузинской культуре, в частности, она изображена на надгробных и строительных камнях. В грузинских сёлах собственную арбу могла себе позволить отнюдь не каждая семья, поэтому при нужде её одалживали у соседей. В таком случае арбу использовали для поездок на небольшие расстояния — «в лес, на мельницу». Но чтобы поехать на чужой арбе на более дальние расстояния, надо было за это заплатить. Со временем сформировался отдельный промысел извоза на дальние расстояния. В путь отправлялась группа из 10-12 арб, во главе которой стоял аглибаш — опытный извозчик и хороший мастер по ремонту повозок. Помимо руководства обозом арб и их ремонтом, он договаривался об оплате и об отдыхе в пути и т. д. У абхазов арба была чуть ли не единственным видом гужевого транспорта. Абхазская арба была довольно небольшая, её колёса были как и цельнодеревянными, так и из двух кусков дерева. В неё запрягали волов. Для дальних поездок абхазская арба была мало приспособлена. У осетин бытовало два вида арбы — «уардон» (осет. уæрдон) и багалаг (осет. багалæг). Первый вид арбы использовался для поездки на дальние расстояния: в частности, после постройки Военно-Грузинской и Военно-Осетинской дорог на таких арбах осетинскими отходниками перевозились товары в различные города Кавказа. Такая арба обладала вместимостью до 30 пудов тяжести, а отправляясь в дальний путь, на одной арбе обязательно брали запасные детали. Второй вид арбы использовался для перевозки удобрений на поля, как правило, располагавшихся на склонах гор; арба-багалаг обладала длинной осью и относительно маленькими колёсиками из цельного куска древесины. В арбу-уардон запрягали пару волов, однако с конца XIX века, когда лошадь начала массово использоваться не только как верховое, но и как упряжное животное (например, её стали впрягать в плуг), также появилась арба и для лошади, будучи слегка усовершенствованной, она стала самым лёгким видом колёсного сообщения у осетин. Сбоку на арбе обычно висел рог со смазкой для колёс — дёгтем или животным жиром. Помимо осетин, по сведениям осетинского революционера-народовольца Алихана Ардасенова, колёса арб также смазывали ингуши и чеченцы, «в то время как кабардинские арбы издают ещё всем известный, раздирающий душу скрип».

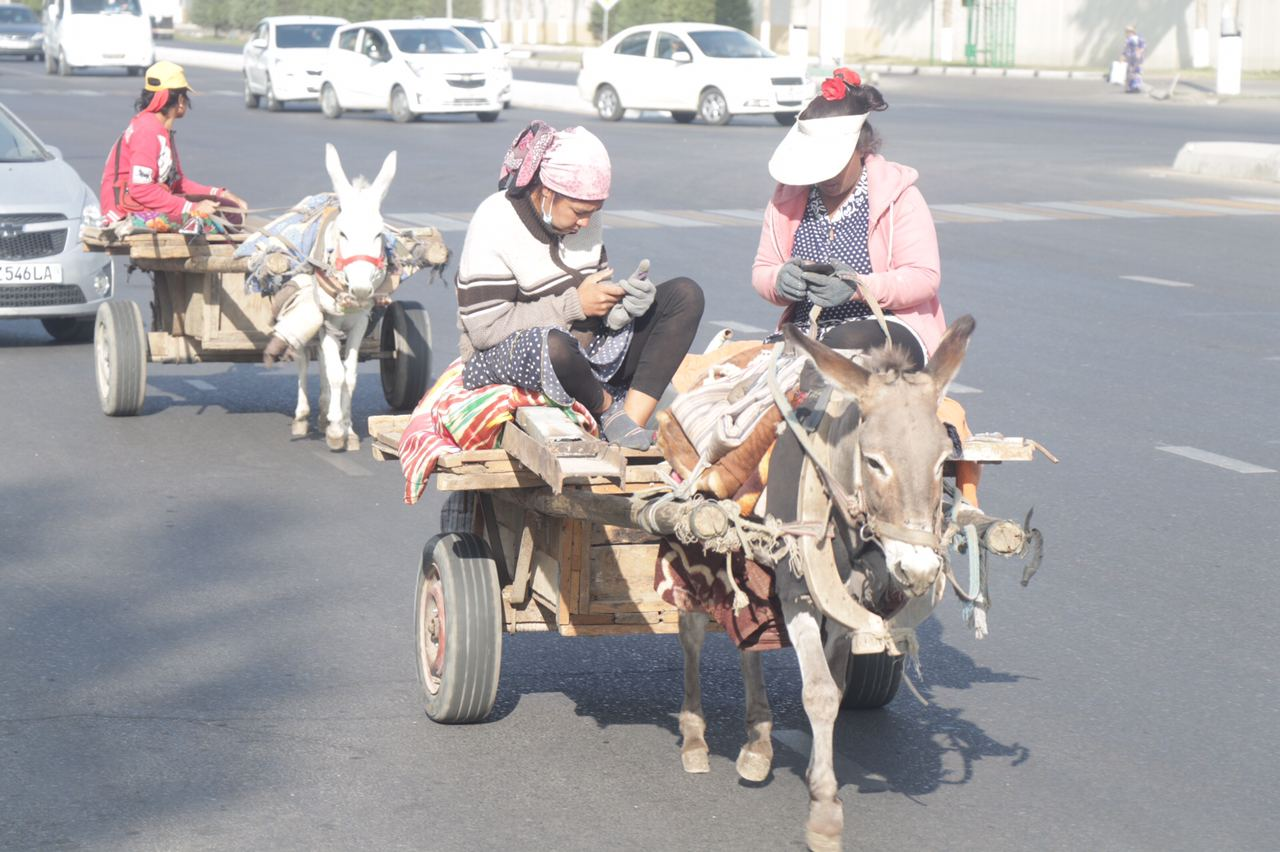
Арбы, запряжённые ослами, Ташкент

Среднеазиатская арба обладала массивными и неподвижными оглоблями и широкими колёсами, диаметр которых порой мог доходить до двух метров. Впрочем, арбы, в которых впрягались более мелкие животные, соответственно были меньше. На арбы, служившие для перевозки людей (особенно на большие расстояния) устанавливались перекрытия, защищавшие пассажиров от палящего солнца и нарядно украшавшиеся. Арба была приспособлена к узким дорогам среднеазиатских поселений — городов и кишлаков, зимой утопавших в грязи, а в тёплую погод бывших очень пыльными. В старину городские арбакеши создавали профессиональные объединения наподобие западноевропейских средневековых цехов. В Средней Азии, в частности, в Узбекистане и Каракалпакстане, арба как вид транспорта встречалась ещё в 1960-е годы. В это время арба использовалась как подсобный грузовой транспорт для перевозки овощей, дынь и тому подобных грузов, для чего устанавливался высокий короб, либо решетчатый прямоугольной формы, либо круглый плетёный из прутьев. К тому времени сохранилось два типа арбы — кокандская (широко использовалась в центральных районах Узбекистана) и хорезмская (использовалась в Хорезмском оазисе). Хорезмская арба является более архаичной по конструкции (что подтверждается археологическими находками древних двухколёсных повозок и их описаниями авторами древности и Средневековья), она была тяжелее и массивнее кокандской. У каракалпаков бытовало два вида арбы: телеген-арба (собственно каракалпакская), бытовавшая преимущественно на севере в дельте Амударьи; и тат-арба, предположительно, заимствованная от узбеков южного Хорезма. Телеген-арба изготавливалась из деревянных деталей: ободья гнулись из двух-трёх грубо обтёсанных ивовых жердей, а короб плёлся из ветвей. Как и в случае с традиционной кавказской арбой, в телеген-арбе не использовалось железных креплений. Из-за этого при движении телеген-арба очень сильно скрипела. Однако телеген-арба имела и свои неоспоримые достоинства — она была лёгким транспортом, хорошо подходившая для условий дельты, с влажной и заболоченной почвой и пересыхающими протоками и озерцами. Тат-арба каракалпаков по сути идентична узбекской хорезмской арбе. Колёса тат-арбы состояли из 18 спиц, их массивные ободья изготовлялись из, как правило, десяти толстых деревянных брусков. В тат-арбах уже использовались металлические детали: в частности, железные обручи; для предотвращения их от износа в них по всей окружности ребра вбивались гвозди с большими шляпками. Кузов тат-арбы был дощатым. В отличие от арб других областей Узбекистана, арбакеш тат-арбы сидел не на кузове или гужевом животном, а на специальном сидении, надвисавшим над крупом лошади или быка. Это сиденье, как и, которым она упиралась в оглобли арбы, обильно украшалась резьбой. С появлением в Российской империи железных дорог в центральноазиатских ее владениях местное население часто называло паровоз шайтан-арба — «чертова повозка».
Во времена Османской империи употреблявшаяся в Стамбуле араба́/арба была четырёхколёсной и обладала балдахин с занавесами на четырёх палках, либо же кузов-клетку наподобие каретного (но без рессор). Оба вида кузова обильно украшались резьбой, позолотой и росписью. В такую повозку, служившую парадным экипажем богатых турчанок, запрягалась пара волов, убиравшихся разноцветными лентами и кусочками сукна. В современной Турции легковые автомобили называются araba.

## Виды
- Крымская арба — с деревянной осью, на которой укреплено вилообразное дышло, на переднем конце которого поставлена довольно длинная железная полоса, представляющая собой ярмо для запряжки пары волов. На задней вилообразной части дышла помещена деревянная рама из брусков, в которую вставлены вертикальные стойки, связанные вверху двумя продольными брусками. Эта рама со стойками образует кузов арбы. Колёса деревянные, косматые из 6 косяков, низкие.
- Туркестанская и Бухарская арбы употреблялись двух типов: одноконная и пароконная. И та, и другая одинаковой конструкции, отличались только размерами. К деревянной оси прикреплены две дрожины, передние концы которых составляют оглобли, в которые впрягается лошадь. У парной арбы вторая лошадь припрягается сбоку в верёвочные постромки. Колеса арбы очень высокие — 6½ футов диаметром (вызывалось это желанием свободно переходить через глубокие арыки и избежать подмочки груза). Особенность этой арбы заключается также в запряжке и управлении лошадью, так как кучер помещался не на сиденье, а верхом на животном.
- Китайская арба — очень грубой работы, ещё более примитивная, чем русские.
- «Русская беда» — имела деревянный решетчатый кузов, и была употребляема жителями Новгородской и соседних губерний, и представляла собой двухколесную повозку[20].

## Арба в искусстве
- На арбе ездили запорожские казаки в мультфильмах Как казаки соль добывали и других.
- Арба упоминается в песне Татьяны и Сергея Никитиных на стихи Дмитрия Сухарева Бричмулла.
- Также она упоминается в песне Валерия Меладзе «Сэра».
- Об арбе говорится в тексте «Путешествия в Арзрум» А. С. Пушкина.
- Используется в быту донских казаков в романе Михаила Шолохова «Тихий Дон».
- Также упоминается в стихотворении Марины Цветаевой «Какой-нибудь предок мой был — скрипач…».

## Галерея

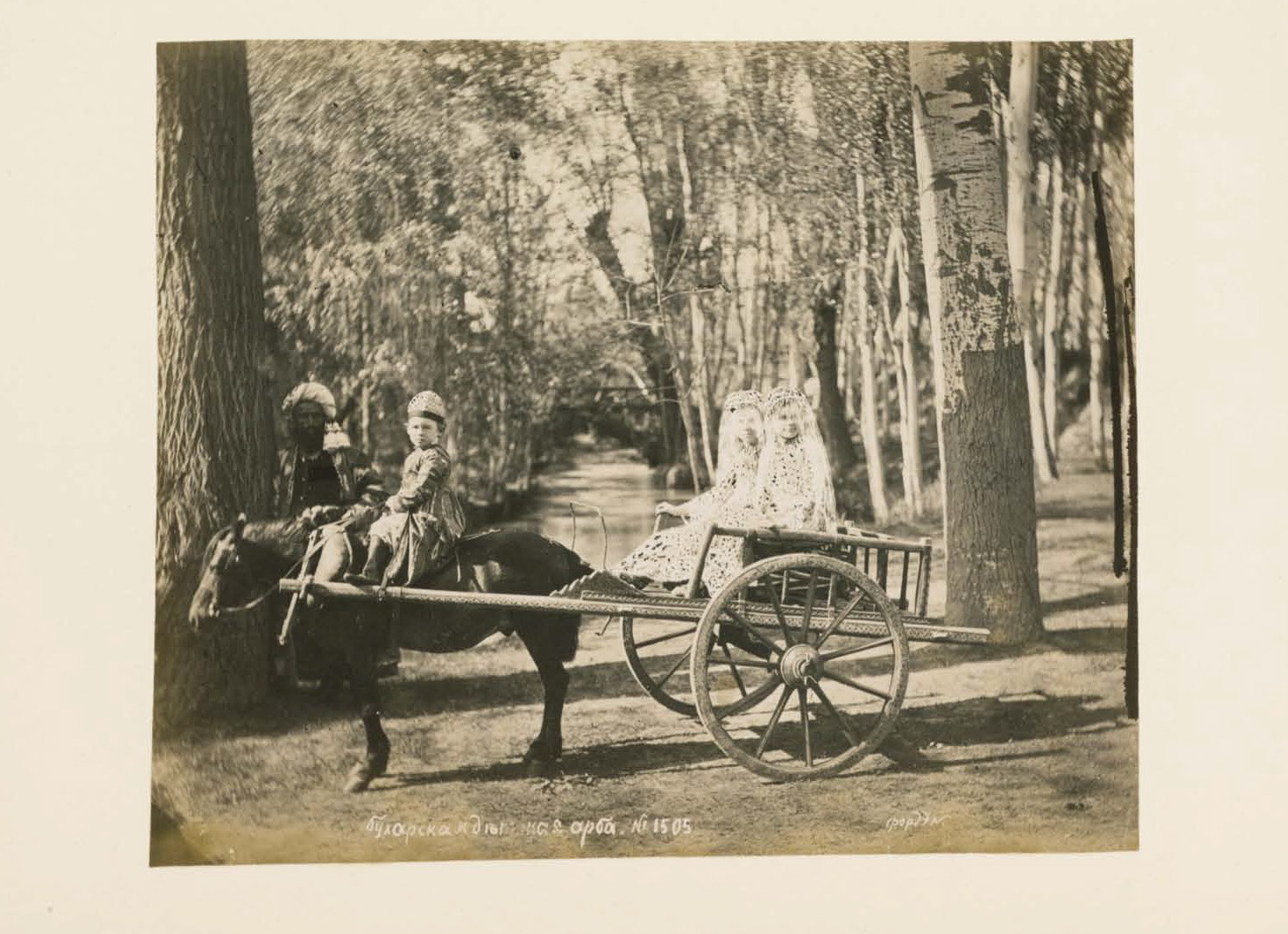
Детская арба, Бухара, 1880-е гг.
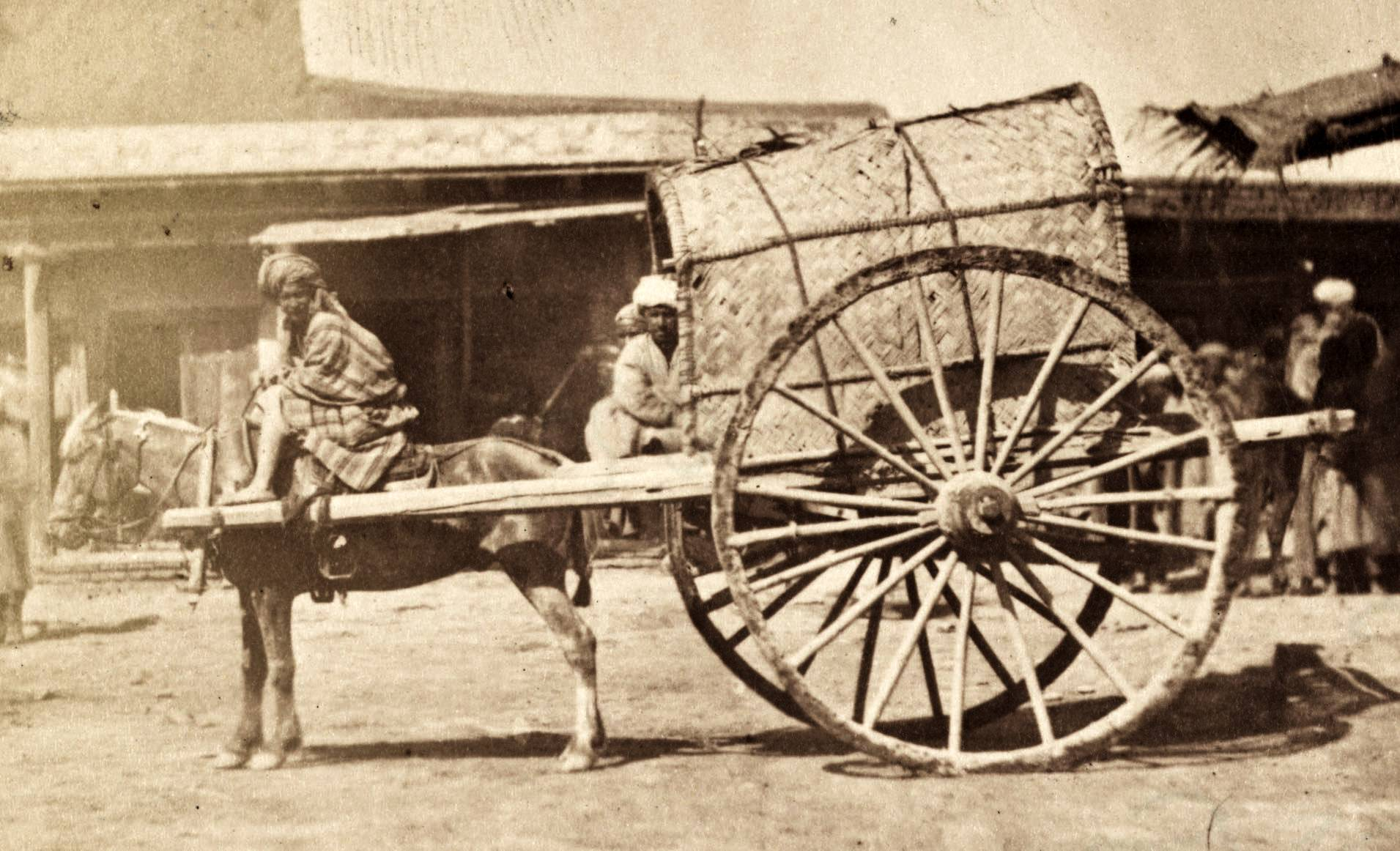
Арба в Коканде, между 1865-1872 гг.
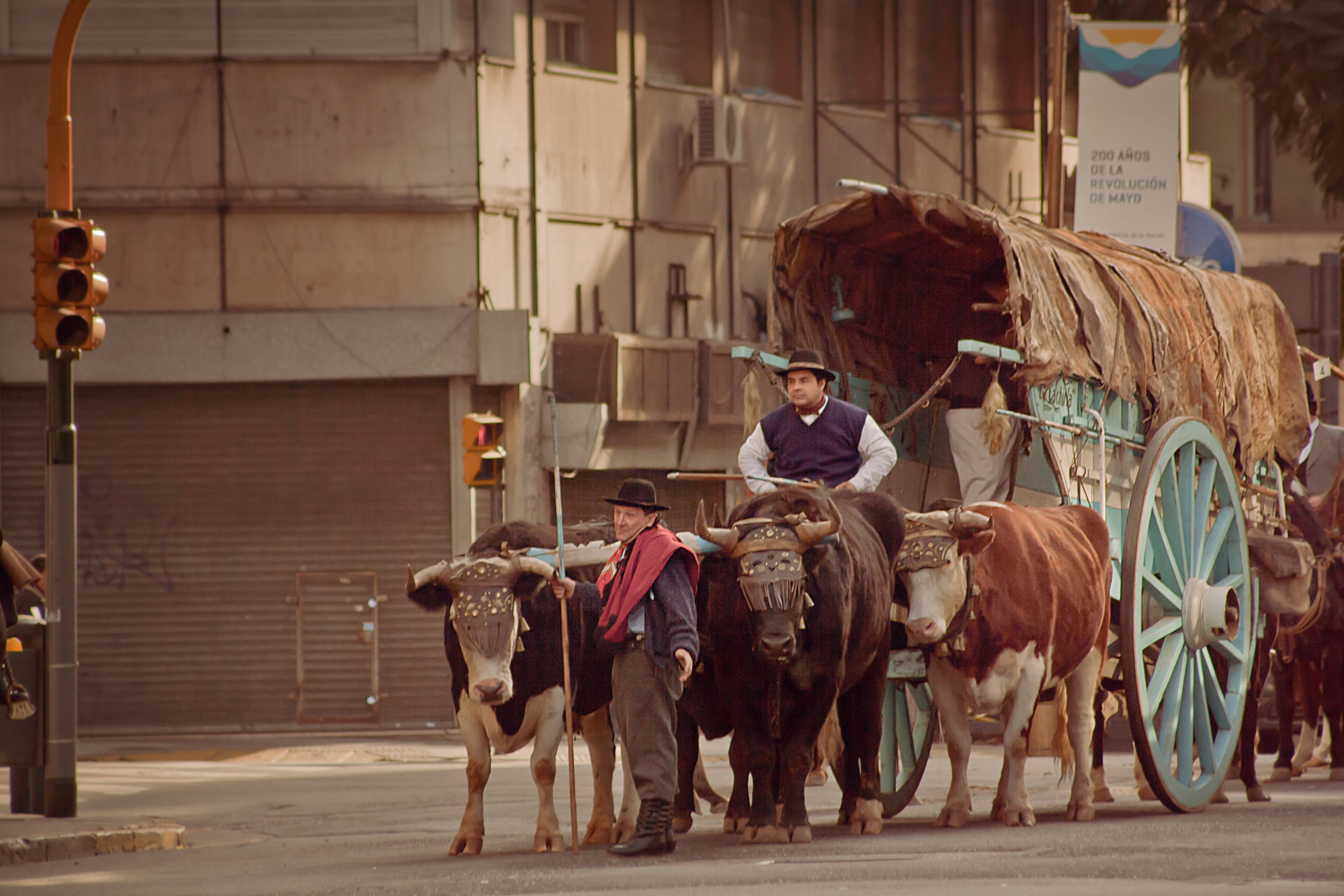
Каррета, традиционная арба аргентинских гаучо[21] в Буэнос-Айресе
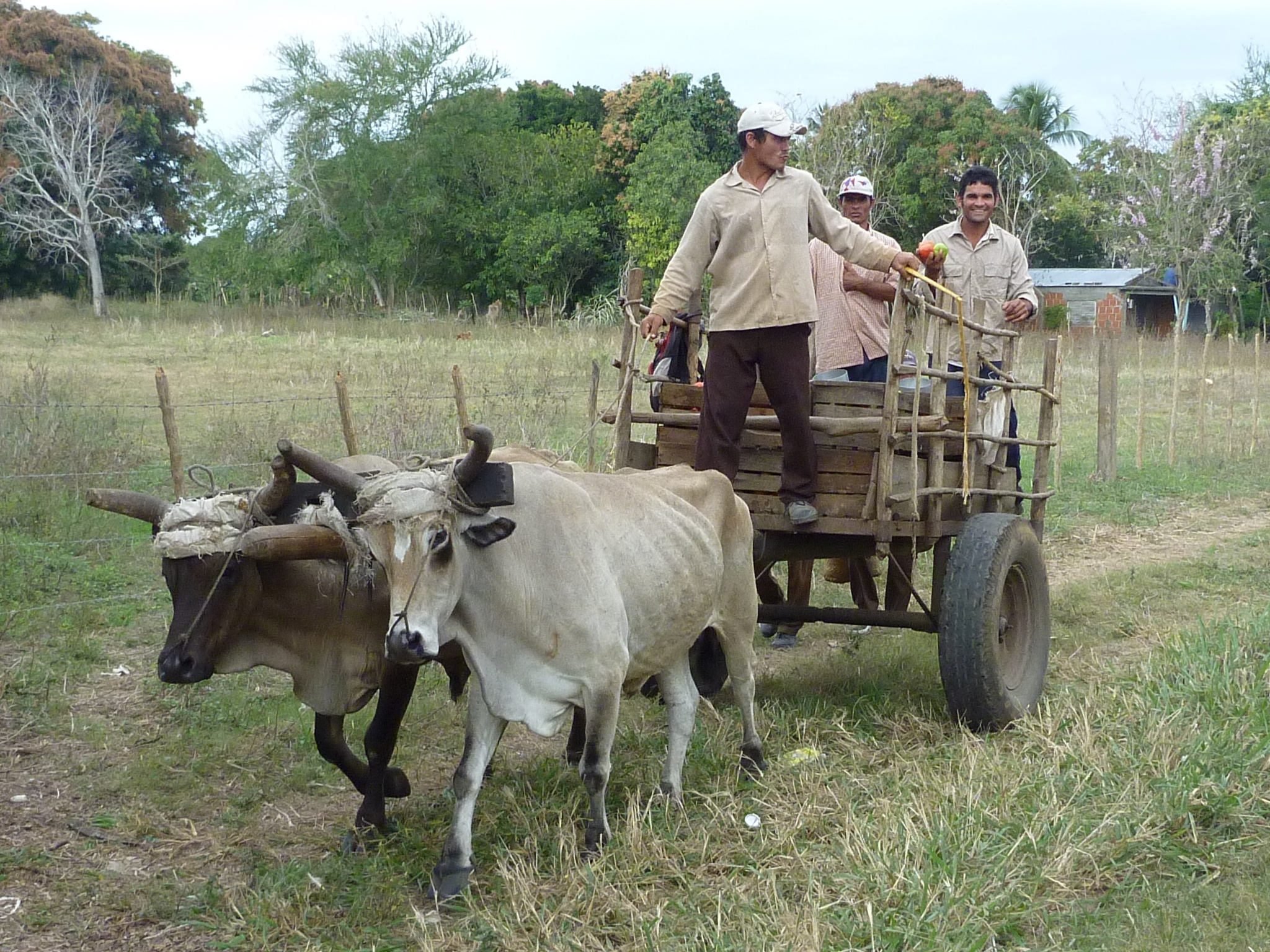
Двухколёсная арба на пневматических шинах, Куба
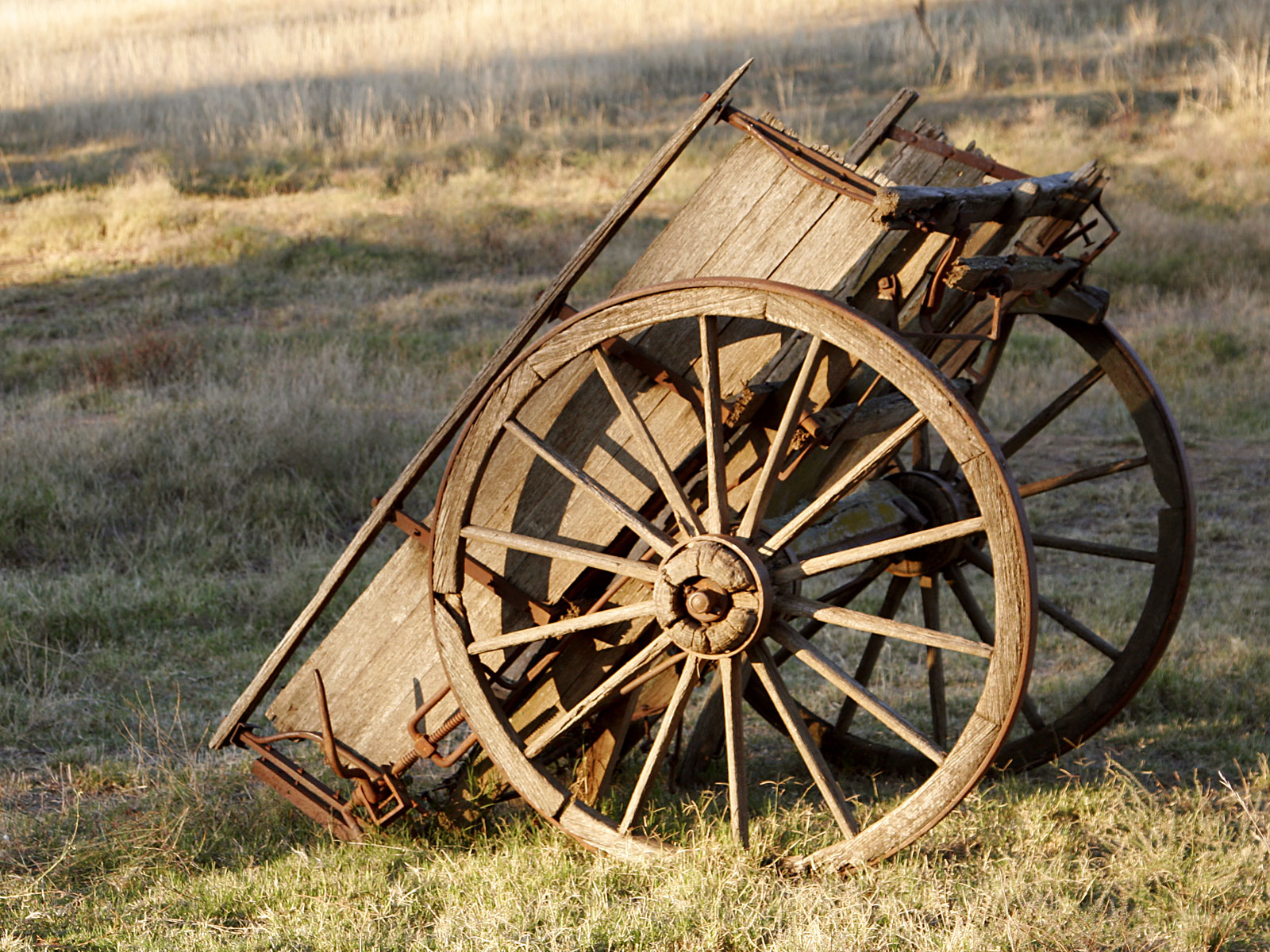
Деревянная телега в Австралии
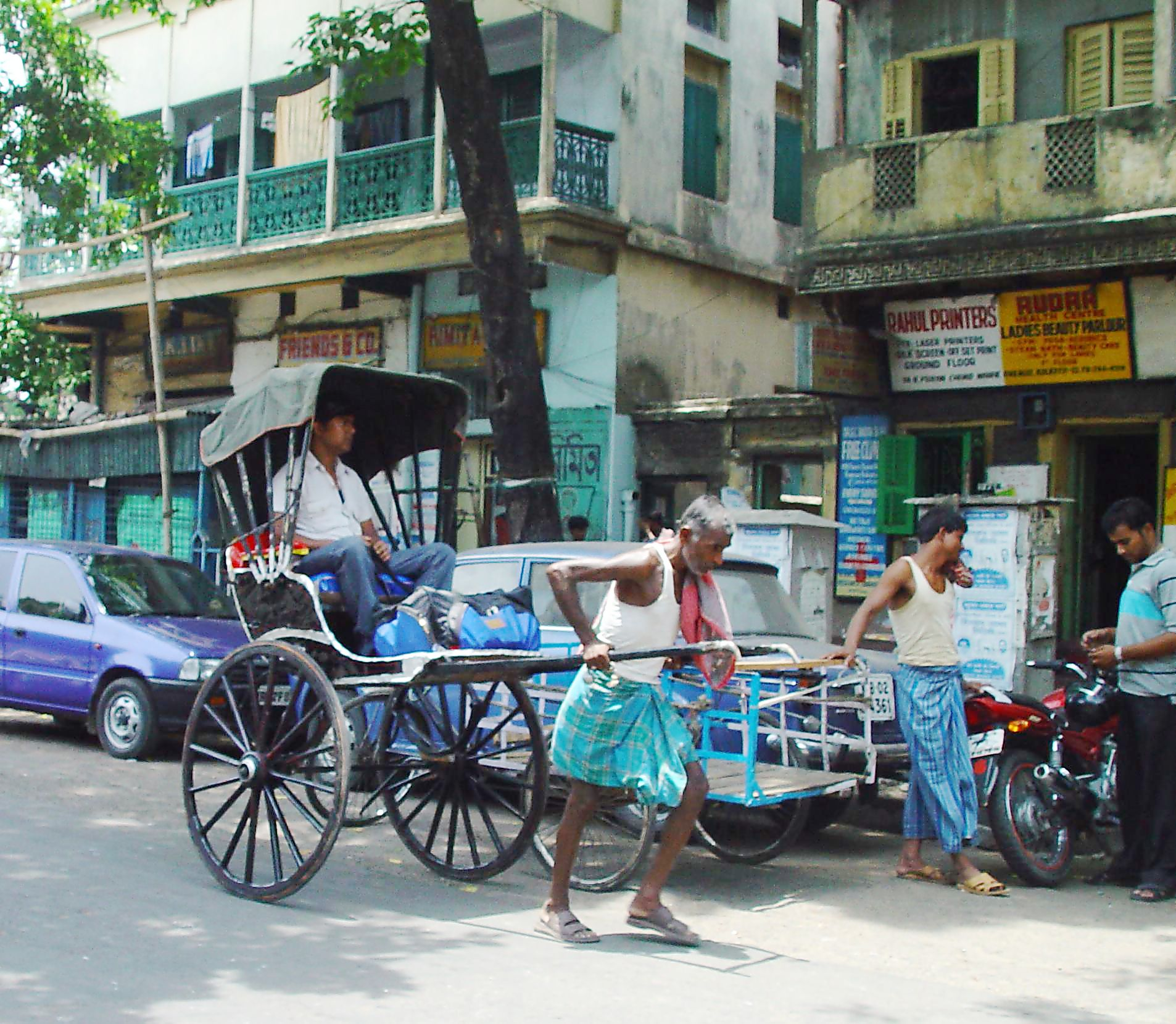
Индийский рикша в Калькутте, 2004 год
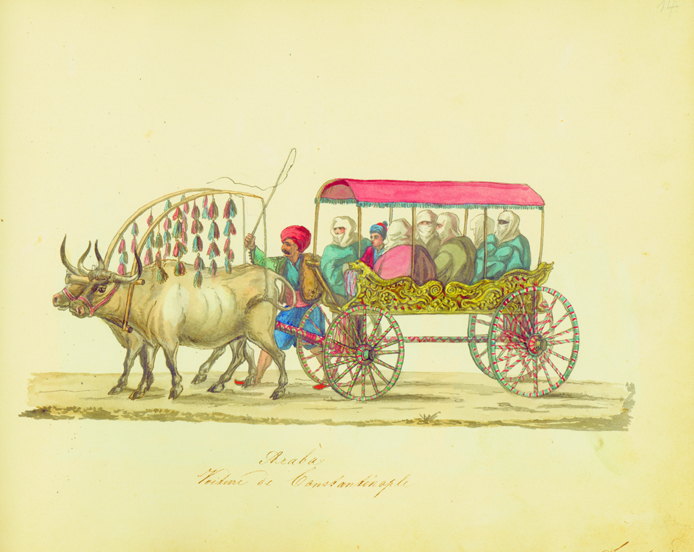
Араба в Константинополе, 1825 год
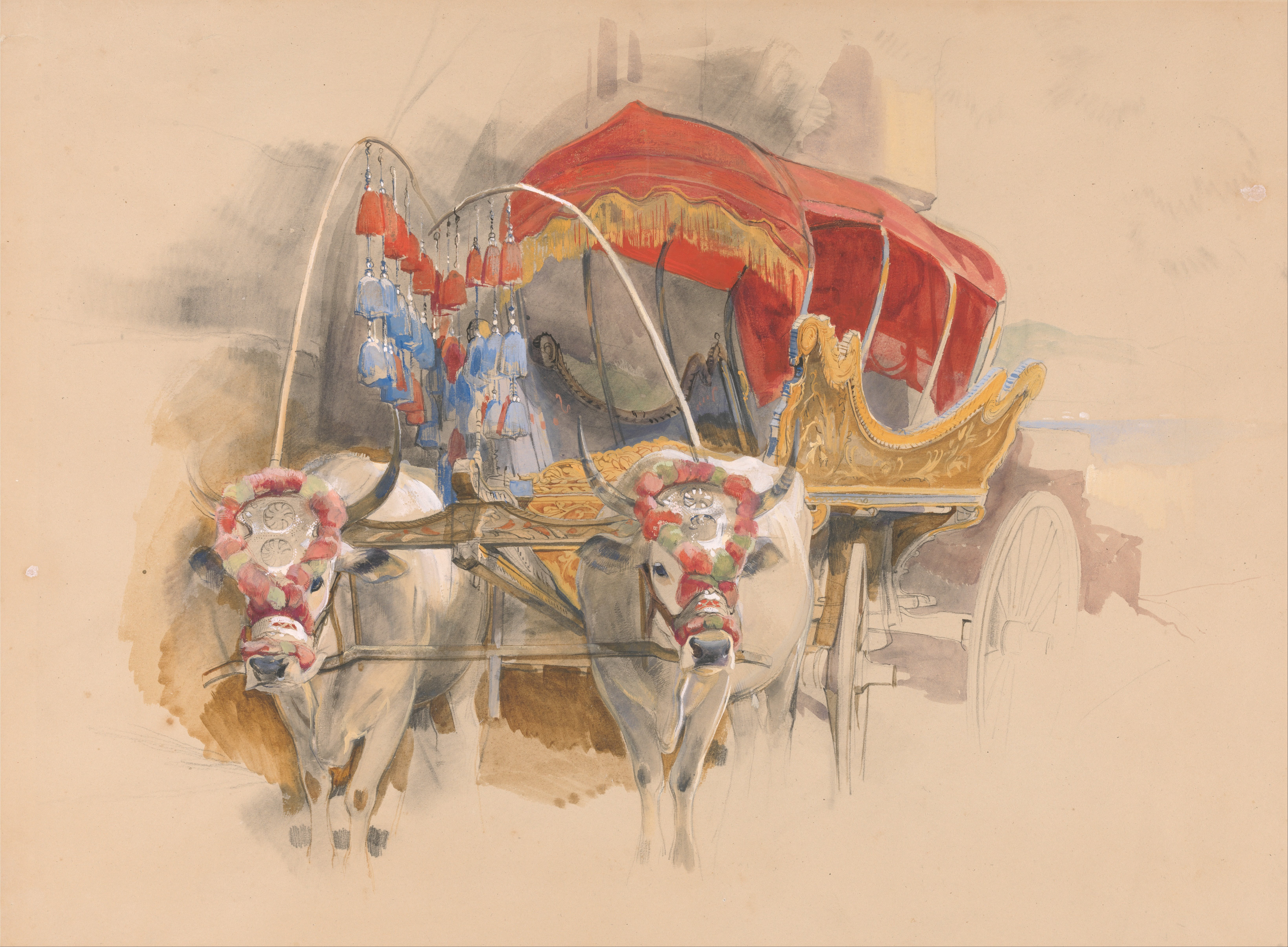
Араба в Константинополе (Стамбуле), гравюра Д. Ф. Льюиса
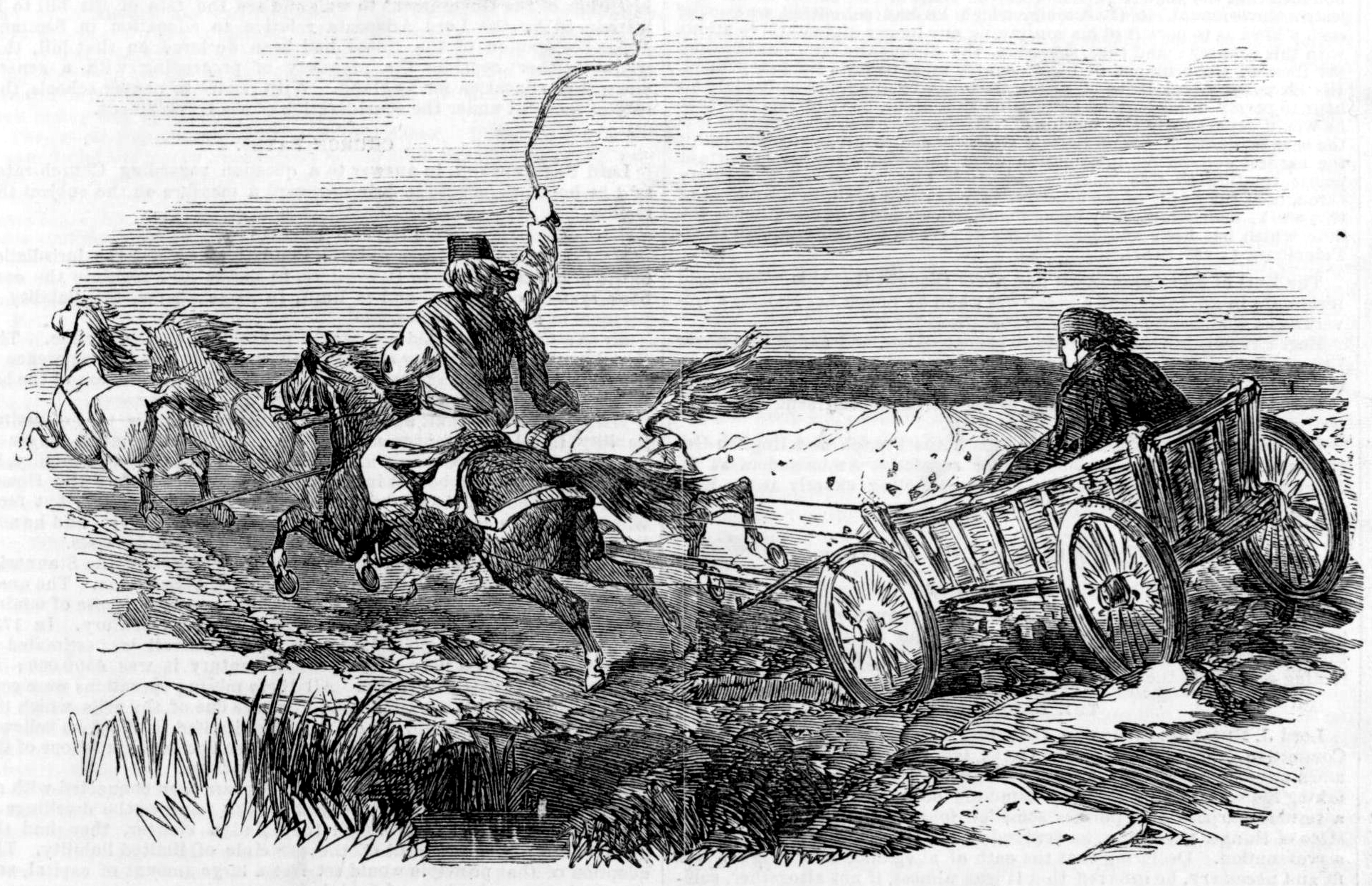
Араба или арба из Малой Валахии, 1854 год